# Râul Valea Cornetului
Râul Valea Cornetului este unul din cele două brațe care formează râul Nădrag. Pe cursul superior, traversează un relief accidentat ceea ce a generat mai multe cascade. Pe malul stâng al râului există o tabără școlară, care depinde administrativ de localitatea Nădrag. Nu departe de confluența cu Râul Valea Padeșului, cursul de apâ primește pe partea dreaptă apele râului Brătoane. 

## Hărți
- Harta munții Poiana Rusca  Arhivat în 12 martie 2010, la Wayback Machine.
- Harta județul Timiș